# Joseph Hazzaya
Joseph Hazzaya (c'est-à-dire en syriaque Joseph le Voyant) est un moine de l'Église d'Orient et écrivain religieux de langue syriaque, né entre 710 et 713 à Nimrud, mort « dans une vieillesse avancée ».

## Biographie
Sa vie est connue par le Livre de la chasteté d'Ichodenah, métropolite de Bassorah (IXe siècle), recueil de notices sur des moines et écrivains religieux (no 125). Il était d'une famille de religion zoroastrienne. À l'âge de sept ans, sous le règne du calife Umar II (717-720), à la suite d'une révolte de sa ville natale, il fut emmené et vendu comme esclave à un Arabe de Sinjâr, qui le revendit trois ans plus tard à un chrétien de la région du Qardou. Fasciné par la vie des moines du couvent voisin de Mar Yohannan de Kamoul, il y demanda et y reçut le baptême chrétien. Voyant sa vocation religieuse, son maître l'affranchit, et il se fit moine dans le couvent d'Abba Sliwa dans le diocèse de Beth Nouhadra (province d'Erbil), sous l'abbé Cyriaque de Doura qui fut plus tard évêque de Balad. Il fut ensuite ermite près du Qardou pendant de nombreuses années, puis supérieur du couvent de Mar Bassama dans la même région. Il reprit quelque temps après la vie érémitique dans la montagne de Zinaï, avant d'être fait supérieur du couvent de Rabban Bakhticho près de son ermitage. En 790, un synode présidé par le catholicos Timothée Ier condamna plusieurs passages qui se trouvaient dans ses écrits ; apparemment il était toujours en vie à cette date. Cette condamnation, qu'Ichodenah de Bassorah attribue à la « jalousie » du catholicos, fut annulée par un autre synode peu après la mort de celui-ci en 823.

## Œuvre
Sa production littéraire fut considérable (1 900 traités selon Ébedjésus de Nisibe). Seulement une petite partie de ses écrits subsistent, et parmi eux seulement une petite partie a été publiée. Certains sont sous son nom propre, d'autres sous le nom de son frère Abdicho (Ébedjésus). Les principaux titres sont le Paradis des Orientaux, le Livre du trésorier, le Traité sur l'essence divine, les Chapitres de science, le Livre des questions et réponses ; on lui attribue aussi une longue Lettre sur les trois degrés de la vie monastique qu'on assignait autrefois à Philoxène de Mabboug, et d'autre part plusieurs écrits rangés parmi ceux de Jean de Dalyatha. Certains de ces textes ont été publiés par Alphonse Mingana dans Early Christian Mystics (Woodbrooke Studies vol. VII, Cambridge, 1934).
Joseph Hazzaya est appelé par Robert Beulay « le théoricien par excellence de la mystique nestorienne », mais ses écrits reposent aussi visiblement sur une expérience personnelle. Ses principaux auteurs de référence sont le Pseudo-Macaire, Évagre le Pontique et Jean le Solitaire dit aussi Jean d'Apamée (Ve siècle). Les trois degrés qu'il distingue dans la vie monastique (schéma emprunté à Jean le Solitaire) sont le degré du corps (les pratiques extérieures, comme les jeûnes, les veilles, la psalmodie, etc., appartenant à la vie communautaire et conduisant à la « pureté »), le degré de l'âme (les vertus comme l'humilité, la patience, etc., qui appartiennent à la vie solitaire et dont l'objectif est la « transparence » ou « sérénité », en syriaque shaphyutha), et le degré de l'esprit, qui n'a plus rien à voir avec le monde sensible ou les vertus de l'âme, mais avec l'« intellect » (hawna), et conduit à la « perfection », à la vision de la « Lumière sans forme » de la Trinité.
En 790, le synode de l'Église d'Orient condamna Joseph Hazzaya pour messalianisme, et plus précisément pour les positions suivantes : « Lorsque quelqu'un a atteint la perfection, il n'a plus besoin de la prière, ni de la psalmodie, ni de la lecture, ni du travail (travail manuel et ascèse), puisqu'il est devenu parfait » ; que le corps et le sang du Christ sont consacrés par l'Esprit moyennant la prière continuelle ; que l'âme n'a pas été créée avec le corps, mais qu'elle était avant cela avec Dieu (origénisme) ; que la nature divine est « visible » par la nature humaine (notamment dans le Christ, position contraire au nestorianisme).

## Citation
« Dieu, rends mon esprit digne de trouver ses délices dans l'intellection de l'Économie de ton Fils bien-aimé;  ô Notre-Seigneur, enlève le voile des passions tendu devant mon esprit;  allume ta lumière sainte dans mon cœur, afin que mon esprit pénètre à l'intérieur de l'encre extérieure (comprendre, à travers les versets écrits, le sens caché)  et que, des yeux illuminés de mon âme, je voie les saints mystères cachés dans ton Évangile.  Accorde-moi, mon Seigneur, par ta grâce, et rends-moi digne, par ta miséricorde,  que ton souvenir ne disparaisse pas de mon cœur, ni le jour ni la nuit. »

## Éditions
- Joseph Hazzaya, Lettre sur les trois étapes de la vie monastique, texte critique, traduction et introduction par François Graffin, Brepols, Turnhout, 1992.